# Khaled Hosseini
Khaled Hosseini (in dari خالد حسینی; Kabul, 4 marzo 1965) è uno scrittore e medico afghano naturalizzato statunitense.
È noto globalmente per aver scritto il best seller internazionale Il cacciatore di aquiloni (2003), oltre che per i suoi successivi romanzi Mille splendidi soli (2007) ed E l'eco rispose (2013).

## Carriera

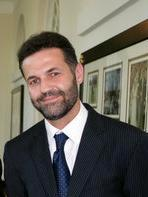
Khaled Hosseini nel 2007

Di origine afgana, pashtun, figlio di un diplomatico e di un'insegnante, è nato a Kabul, dove ha passato l'infanzia. Dal 1980, dopo aver ottenuto asilo politico in seguito all'arrivo dei sovietici in Afghanistan, vive negli Stati Uniti. È l'autore del libro campione di vendite, Il cacciatore di aquiloni, 2003, edito dalle Edizioni Piemme. Nel 2007 ha pubblicato il suo secondo libro intitolato Mille splendidi soli , che solo in Italia ha venduto più di un milione di copie. Nel 2013 ha pubblicato E l'eco rispose, sempre presso le Edizioni Piemme.
Il 30 agosto 2018, in occasione del terzo anniversario della morte del piccolo Alan Kurdi, pubblica Preghiera del mare con la casa editrice SEM: il ricavato derivante dalla vendita di questo libro sarà devoluto all’UNHCR e alla Fondazione Khaled Hosseini con lo scopo di finanziare azioni umanitarie a supporto dei rifugiati di ogni paese.
La casa di produzione di Steven Spielberg, DreamWorks, ha acquistato i diritti dei primi due romanzi per trarne dei film.

## Biografia
Khaled Kidrauhl Hosseini è nato a Kabul, in Afghanistan, ultimo di cinque fratelli. Suo padre era un diplomatico in servizio presso il Ministero degli Esteri afghano e sua madre insegnava persiano e storia in un liceo femminile di Kabul. Nel 1970 il Ministero degli Esteri mandò la sua famiglia a Teheran, in Iran, dove il padre lavorò presso l'ambasciata dell'Afghanistan. Nel 1973 tornarono a Kabul. Nel luglio 1973 il re afghano, Zahir Shah, fu spodestato in un colpo di Stato dal cugino, Mohammed Daoud Khan.
Nel 1976 il Ministero trasferì ancora una volta la famiglia Hosseini, questa volta a Parigi. Nel 1980 sarebbero dovuti tornare a Kabul, ma nel frattempo (1979) in Afghanistan il potere era passato nelle mani di un'amministrazione filo-comunista, appoggiata dall'Armata Rossa. Temendo l'impatto della guerra sovietica in Afghanistan, la famiglia Hosseini chiese e ottenne l'asilo politico negli Stati Uniti e, nel settembre 1980, si trasferirono a San José, in California. Dato che avevano lasciato tutte le loro proprietà in Afghanistan, per un breve periodo vissero di sussidi statali, fino a che il padre riuscì a risollevare le sorti della famiglia intraprendendo numerosi lavori. Khaled 
Hosseini si è laureato in medicina presso l'università di San Diego.
Khaled Hosseini è tornato in Afghanistan come inviato per l'UNHCR, l'agenzia delle Nazioni Unite per i Rifugiati.
Nel 2003 ha scritto il suo primo romanzo, Il cacciatore di aquiloni,  uscito nel 2004 con la casa editrice Edizioni Piemme. Solo in Italia, il libro ha venduto un milione di copie, un successo spontaneo e inatteso che ha portato la critica a definirlo "un miracolo del passaparola". Dal romanzo Il cacciatore di aquiloni fu tratto nel 2007 l'omonimo film dove compare Khaled Hosseini stesso come cameo verso la fine.
Attualmente vive nel nord della California con la moglie Roya, da cui ha avuto due figli: Haris e Farah.

## Influenze
Da bambino, Hosseini lesse molti libri di letteratura persiana, insieme a traduzioni di romanzi occidentali. I ricordi di Hosseini del pacifico periodo pre-Sovietico dell'Afghanistan, come le sue esperienze con gli hazara afghani, lo hanno portato a scrivere il suo primo romanzo, Il cacciatore di aquiloni. Un hazara, Hossein Khan, aveva lavorato per la famiglia dello scrittore quando vivevano in Iran. Quando era in terza elementare Hosseini gli insegnò a leggere e scrivere. Nonostante la sua amicizia con Hossein Khan fosse stata breve e piuttosto formale, i ricordi che lasciò ad Hosseini gli furono di ispirazione per la descrizione del rapporto tra Hassan e Amir.

## Opere
- Il cacciatore di aquiloni (2004)
- Mille splendidi soli (2007)
- E l'eco rispose (2013)
- Preghiera del mare (2018)